# アルトゥール・カイキ・ド・ナシメント・クルス
アルトゥール・カイキ・ド・ナシメント・クルス（ポルトガル語: Arthur Caíke do Nascimento Cruz、1992年6月15日 - ）は、ブラジル・セアラー州出身のプロサッカー選手。ポジションはミッドフィールダー（左右のサイドハーフ）、フォワード（左右のウイング）。

## 来歴
2010年にイラチSCで選手となった。
2012年にロンドリーナECに加入すると数多のクラブにレンタル移籍をし、2014年5月11日にレンタル移籍先のCRフラメンゴでカンピオナート・ブラジレイロ・セリエA初出場を飾ったが0-2で敗れた。2017年にアソシアソン・シャペコエンセ・ジ・フチボウに期限付き移籍し、翌年完全移籍した。
2021年1月12日、J1リーグの鹿島アントラーズに完全移籍したことが発表された。2023年12月7日、契約満了が発表された。

## Jリーグでの個人成績
| 国内大会個人成績 | 国内大会個人成績 | 国内大会個人成績 | 国内大会個人成績 | 国内大会個人成績 | 国内大会個人成績 | 国内大会個人成績 | 国内大会個人成績 | 国内大会個人成績 | 国内大会個人成績 | 国内大会個人成績 | 国内大会個人成績 |
| 年度             | クラブ           | 背番号           | リーグ           | リーグ戦         | リーグ戦         | リーグ杯         | リーグ杯         | オープン杯       | オープン杯       | 期間通算         | 期間通算         |
| 年度             | クラブ           | 背番号           | リーグ           | 出場             | 得点             | 出場             | 得点             | 出場             | 得点             | 出場             | 得点             |
| 日本             | 日本             | 日本             | 日本             | リーグ戦         | リーグ戦         | リーグ杯         | リーグ杯         | 天皇杯           | 天皇杯           | 期間通算         | 期間通算         |
| ---------------- | ---------------- | ---------------- | ---------------- | ---------------- | ---------------- | ---------------- | ---------------- | ---------------- | ---------------- | ---------------- | ---------------- |
| 2021             | 鹿島             | 17               | J1               | 14               | 5                | 4                | 0                | 4                | 2                | 22               | 7                |
| 2022             | 鹿島             | 17               | J1               | 29               | 9                | 6                | 2                | 3                | 0                | 38               | 11               |
| 2023             | 鹿島             | 17               | J1               | 13               | 2                | 4                | 2                | 1                | 1                | 18               | 5                |
| 通算             | 日本             | 日本             | J1               | 56               | 16               | 14               | 4                | 8                | 3                | 78               | 23               |
| 総通算           | 総通算           | 総通算           | 総通算           | 56               | 16               | 14               | 4                | 8                | 3                | 78               | 23               |

## タイトル
コリチーバ
- カンピオナート・パラナエンセ: 2013

ロンドリーナ
- カンピオナート・パラナエンセ: 2014

サンタクルス
- コパ・ド・ノルデスチ: 2016
- カンピオナート・ペルナンブカーノ: 2016

シャペコエンセ
- カンピオナート・カタリネンセ: 2017

バイーア
- カンピオナート・バイアーノ: 2019